# Traíra

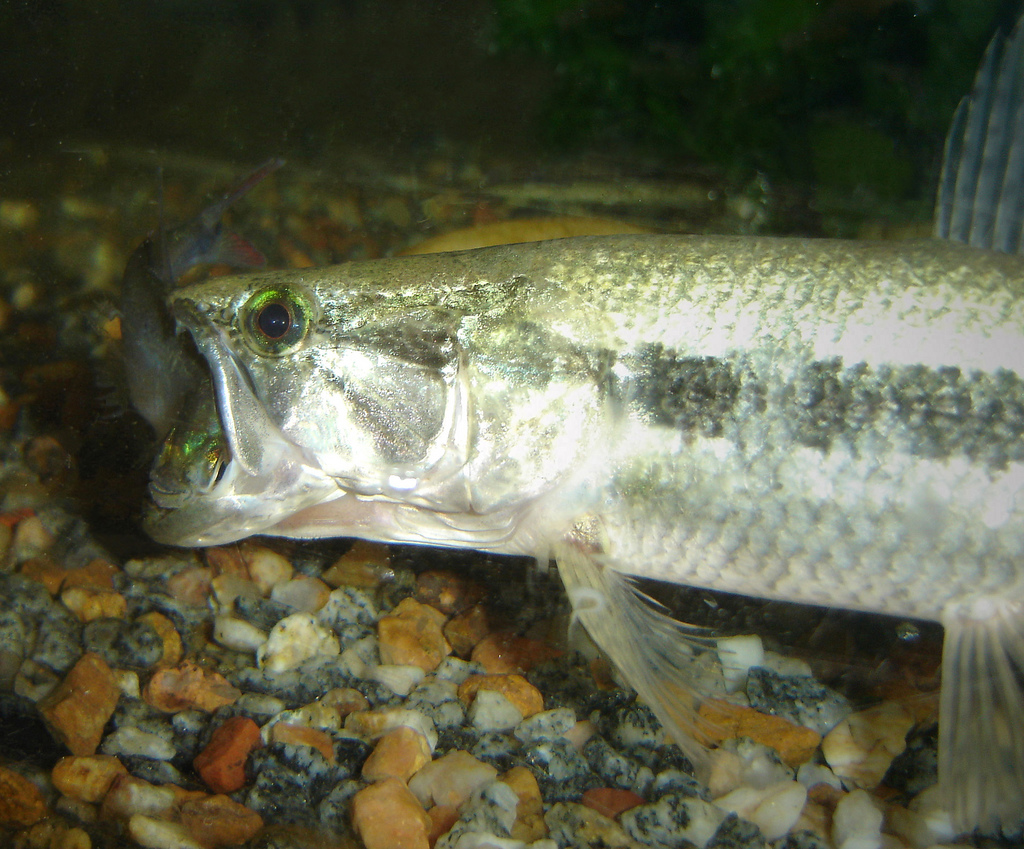
Traíra mit Beute

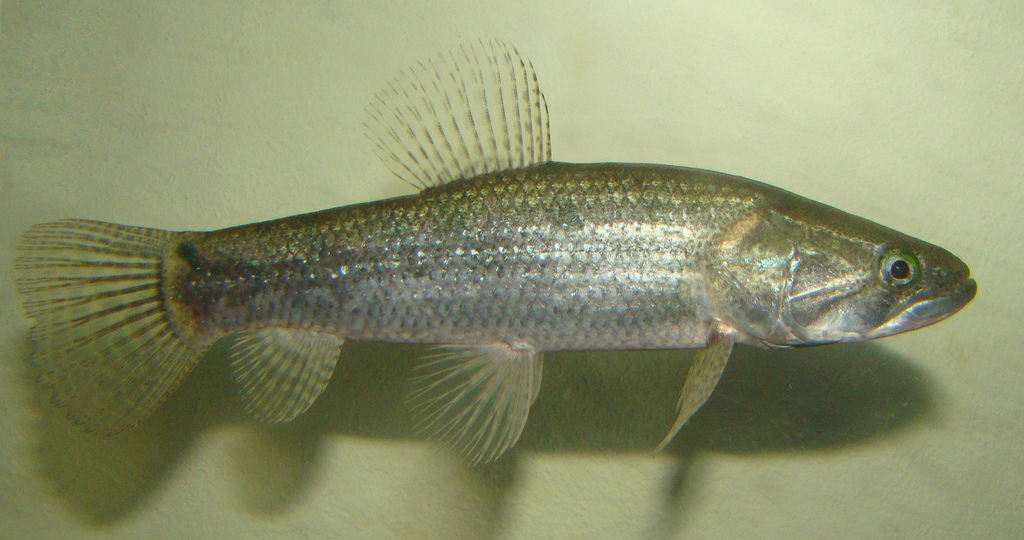
Traíra aus dem Rio Pelotas in Südbrasilien

Der Traíra (Hoplias malabaricus) ist ein mittelgroßer Raubfisch mit weiter Verbreitung in Südamerika.

## Namen
Der Traíra oder auch Tigersalmler heißt auf Englisch Tiger Characin oder Tiger Fish, wird in Brasilien Traíra oder Lobó genannt, in spanischsprachigen Ländern Rubafo, Calabrote, Moncholo, Mocho, Guabina, Pez lobo oder Perra Loca.

## Morphologie
Traíras besitzen eine hellbraune Oberseite, ein Streifenmuster bzw. schwarzrote Bänder an den Flanken und zeigen zum Bauch hin gelblich leicht rötliche Farbtöne. Seine Zähne sind relativ scharf und können bei unsachgemäßer Handhabung zu Verletzungen führen.

## Vorkommen
Traíra gehören mit zu der am meisten verbreiteten Fischarten Brasiliens. Ihr Verbreitungsgebiet reicht vom Río Magdalena in Kolumbien, Amazonas bis zum Rio Paraná, Rio Iguaçu und der Lagoa dos Patos in Südbrasilien.

## Lebensweise
Hoplias malabaricus zeigt eine hohe Anpassungsfähigkeit und kann durch seine Luftatmung auch in sehr sauerstoffarmen Kleingewässern überleben. 
Die Raubfische werden etwa bis 50 Zentimeter lang und bis 3 Kilogramm schwer.
Sie bewohnen verschiedene Habitate von schnellfließendem klarem Wasser in Bergregionen bis hin zu langsam fließenden trüben Flüssen mit hohem Substratgehalt im Tiefland. Seine hohe Adaptabilität erlaubt es ihm auch in kleine Bewässerungsgräben und Teiche vorzudringen. Die Wassertemperatur sollte jedoch minimal 18 °C betragen, toleriert werden Temperaturen bis 35 °C bei einem pH-Wert von 4,8 bis 6,9. Tagsüber verbringt Hoplias malabaricus überwiegend in der dichten Wasservegetation und raubt nachts. Jungtiere ernähren sich von kleinen Krebsen, Insektenlarven und anderen Wasserorganismen. Adulte Tiere ernähren sich hauptsächlich von Fischen. Ab 26 °C Wassertemperatur beginnt Hoplias malabaricus abzulaichen, wobei die Milchner einen starken Brutpflegeinstinkt besitzen und das Gelege gegen Räuber beschützen. Jungtiere bilden kleinere Gruppen und Schwärme, zu ihren natürlichen Feinden gehören Piranhas (z. B. Serrasalmus rhombeus) und Tigerspatelwelse (Pseudoplastysoma ssp.).

## Nutzung
Traíras sind Speisefische und werden in Teichwirtschaften und Aquakulturen gehalten. In vielen Regionen werden sie beangelt. Außerdem dienen sie als Zier- und Aquarienfische.